# Dieter Knall
Dieter Knall (* 24. August 1930 in Kronstadt; † 21. September 2019) war ein österreichischer evangelisch-lutherischer Theologe. Er war von 1983 bis 1995 Bischof der Evangelischen Kirche A. B. in Österreich.

## Leben
Der Sohn eines Tierarztes wurde 1944 gemeinsam mit seiner Familie zwangsweise aus Rumänien in den Bregenzerwald übersiedelt. Von 1948 bis 1955 studierte er Evangelische Theologie an der Universität Wien und der Ruprecht-Karls-Universität Heidelberg. Anschließend absolvierte er sein Vikariat in der Friedenskirche in Stainz in der Steiermark, wo er von 1957 bis 1963 als Pfarrer wirkte. Danach war er bis 1965 als Pfarrer in der evangelischen Kirche in Bruck an der Mur tätig.
1969 wurde Dieter Knall Generalsekretär des Gustav-Adolf-Werks in Deutschland, wo er für die lutherischen Gläubigen im östlichen Europa zuständig war. Dieses Amt gab er 1976 auf, als er zum Superintendenten der Evangelischen Superintendentur A. B. Steiermark gewählt wurde. Anschließend war er von 1983 bis 1995 Bischof der Evangelischen Kirche A. B. in Österreich. Dieter Knall war ferner Mitglied des Zentralausschusses des Ökumenischen Rats der Kirchen und des Exekutivkomitees des Lutherischen Weltbunds.

## Schriften
- Reformatorische Kirchen in der SFR Jugoslawien. Zollikon 1981, ISBN 3-85710-007-9.
- Auf den Spuren einer Kirche: Evangelisches Leben in Österreich. Evangelischer Presseverband in Österreich, Wien 1987.
- Aus der Heimat gedrängt: Letzte Zwangsumsiedlungen steirischer Protestanten nach Siebenbürgen unter Maria Theresia. Historische Landeskommission für Steiermark, Graz 2002, ISBN 3-901251-25-1.
- Erinnerungen: Transilvania me genuit – Austria me recepit. Biographische Notizen. Evangelischer Presseverband in Österreich, Wien 2008, ISBN 978-3-85073-309-0.

## Auszeichnungen und Ehrungen
- Ehrenring des Landes Steiermark (1983)
- Ehrendoktorat der Evangelisch-theologischen Akademie in Budapest (1985)
- Großes Goldenes Ehrenzeichen mit dem Stern für Verdienste um die Republik Österreich[2] (1990)
- Ehrendoktorat des Protestantisch-Theologischen Instituts in Klausenburg/Cluj (1995)
- Großes Goldenes Ehrenzeichen für Verdienste um das Land Wien (1995)
- Goldenes Komturkreuz mit dem Stern des Ehrenzeichens für Verdienste um das Bundesland Niederösterreich (1995)
- Großes Goldenes Ehrenzeichen des Landes Steiermark mit Stern (2010)